# Giovine Europa
Pour les articles homonymes, voir Jeune Europe.
Giovine Europa, Jeune Europe en français, est un mouvement révolutionnaire fondé en 1834 à Berne par Giuseppe Mazzini.

## Historique
Giuseppe Mazzini, révolutionnaire italien et ancien carbonari, fonde en 1834 le mouvement Giovine Europa en Suisse, où il était alors exilé. Ce mouvement révolutionnaire avait pour but de promouvoir le régime républicain et de fédérer les différents mouvements nationalistes européens (irlandais, grecs, polonais, italiens...) qui aboutissent en 1848 au  « Printemps des peuples. »
Le groupe est construit sur le modèle de son précédent mouvement Giovine Italia, c'est-à-dire un mouvement à la fois politique et culturel. Ce fut un échec mais la figure de Giuseppe Mazzini est restée très populaire dans les mouvements nationalistes européens.